# آتیلیو جووانینی
آتیلیو جووانینی (به ایتالیایی: Attilio Giovannini) بازیکن فوتبال اهل ایتالیا است که از سال ۱۹۴۹ میلادی عضو تیم ملی فوتبال ایتالیا بوده و در ۱۳ بازی ملی حضور داشته‌است. او در بازی‌های ملی‌اش گلی به ثمر نرساند.
آتیلیو جووانینی آخرین بازی ملی خود را در سال ۱۹۵۳ میلادی انجام داد.